# Samsung Galaxy C8
O Samsung Galaxy C8 é um smartphone Android desenvolvido pela Samsung Electronics. Foi lançado em setembro de 2017. O telemóvel tem 32 GB (expansível até 256 GB) de armazenamento interno, 3 GB de RAM e um CPU octa-core de 1,69 GHz.

## Especificações

### Hardware
O Samsung Galaxy C8 tem 32 GB (expansível até 256 GB) de armazenamento interno e 3 GB de RAM. Pode ser inserido um cartão microSD para obter até 256 GB de armazenamento adicional. As câmaras duplas na parte de trás têm uma resolução de 13+5 MP, enquanto a câmara frontal é de 16 MP. O telemóvel tem um CPU octa-core de 1,69 GHz e também está equipado com um leitor de impressões digitais.

### História
O smartphone Samsung Galaxy C8 foi lançado em setembro de 2017.[carece de fontes?]